# Luigi Milan
Luigi Milan (Mirano, 10 dicembre 1937 – Firenze, 8 dicembre 2023) è stato un calciatore e allenatore di calcio italiano, di ruolo mezzala.

## Carriera
Ha giocato in Serie A con Udinese, Fiorentina,Catania e Atalanta, collezionando complessivamente 219 presenze e 30 reti in massima serie, e 64 presenze e 8 reti in Serie B. 
È stato decisivo per il successo della Fiorentina nella Coppa delle Coppe 1960-1961, prima edizione nel torneo, mettendo a segno le due reti con cui i toscani si sono aggiudicati la finale di andata a Glasgow contro i Rangers, per poi realizzare la rete di apertura anche al ritorno a Firenze. Disputò anche la finale di Coppa delle Coppe 1961-1962, ma questa volta arrivò una sconfitta.

## Palmarès

### Giocatore

#### Club

##### Competizioni nazionali
- Coppa Italia: 1

Fiorentina: 1960-1961

##### Competizioni internazionali
- Coppa delle Coppe: 1

Fiorentina: 1960-1961

#### Individuale
- Capocannoniere della Coppa Italia: 1

1960-1961 (4 gol)